# ستيف بريس
ستيف بريس (بالإنجليزية: Steve Brace) هو عداء مراثوني بريطاني، ولد في 7 يوليو 1961 في بريدجند ‏ في المملكة المتحدة.

## وصلات خارجية
- ستيف بريس على موقع الاتحاد الدولي لألعاب القوى (الإنجليزية)
- ستيف بريس على موقع ThePowerOf10.info (الإنجليزية)
- ستيف بريس على موقع رابطة إحصائيات سباق الطريق (الإنجليزية)
- ستيف بريس على موقع أوليمبيديا (الإنجليزية)
- ستيف بريس على موقع اللجنة الأولمبية البريطانية (الإنجليزية)
- ستيف بريس على موقع اتحاد ألعاب الكومنولث (مؤرشف) (الإنجليزية)